# اچ‌ام‌اس اکسمور (ال۶۱)
اچ‌ام‌اس اکسمور (ال۶۱) (به انگلیسی: HMS Exmoor (L61)) یک کشتی بود که طول آن ۲۸۰ فوت (۸۵ متر) بود. این کشتی در سال ۱۹۴۰ ساخته شد.